# Nizhnee
Nizhnee är en sjö i Antarktis. Den ligger i Östantarktis. Australien gör anspråk på området. Nizhnee ligger 516 meter över havet.